# Gil Roberts
Gil Roberts (Oklahoma City, 15 de março de 1989) é um velocista e campeão olímpico norte-americano especializado nos 200 m e 400 metros rasos.
Campeão nacional americano dos 400 m em 2014, foi campeão olímpico na Rio 2016 integrando o revezamento 4x400 m que ganhou a medalha de ouro junto com LaShawn Merritt, Tony McQuay e Arman Hall.